# Münchenlohra
Münchenlohra ist ein Ortsteil von Großlohra im Landkreis Nordhausen in Thüringen.

## Geografie
Münchenlohra liegt an der Nordabdachung der westlichen Hainleite, etwas südlich der Wipperniederung in ländlicher Umgebung. Nördlich des Ortes entspringt der Hauptquelllauf des Nohraer Mühlgrabens. Im Tal der Wipper verläuft die Bundesautobahn 38 und die Straße von Nordhausen nach Kassel, ehemals B80 vorüber. Die Bahnstrecke Halle–Hann. Münden stößt etwas westlicher in das Tal.

## Geschichte
Der Ort Münchenlohra wurde erstmals 1240 urkundlich erwähnt. Münchenlohra wurde als Gut um die ehemaligen Klostergebäude und Klosterkirche angelegt.